# أثر جائحة فيروس كورونا على الصحة الإنجابية
تشكل الصحة والحقوق الجنسية والانجابية قضية هامة في مجال الصحة العامة تتطلب اهتماما كبيرا اثناء تفشي الأوبئة، ومع انتشار فيروس كورونا (كوفيد-19) حول العالم؛ ظهر اهتمام عالمي بالبحث حول تأثير فيروس كورونا على الصحة الجنسية والانجابية للمصابين والمصابات بالفيروس.

## الصحة والحقوق الجنسية والإنجابية
يعتمد الحمل الآمن والولادة الآمنة على النظم الصحية العاملة والالتزام بالوقاية من العدوى، ووجود عدد كاف من العاملين المهرة في مجال الرعاية الصحية.
ولقد أوصى صندوق الأمم المتحدة للسكان - الوكالة الأممية المعنية بالصحة الجنسية والإنجابية - في تقريره «فيروس كورونا المستجد (كوفيد-19) من منظور النوع الاجتماعي؛ حماية الصحة والحقوق الجنسية والإنجابية وتعزيز المساواة بين الجنسين» بضرورة ضمان استمرارية الرعاية في حالة الانقطاع الشديد لخدمات المرافق الصحية أو في حالة إعاقة وصول النساء والفتيات اللاتي في سن الإنجاب إلى الخدمات، كما أوصى بمعالجة العوائق والحواجز لتمكين النساء والفتيات من الوصول إلى الخدمات، وكذلك أعطاء الحوامل المصابات بأمراض الجهاز التنفسي الأولوية في العلاج وذلك بسبب زيادة تعرضهن لخطر حدوث أثار جانبية سلبية، كما أشار في التقرير إلى أهمية فصل الوحدات الصحية الخاصة برعاية ما قبل الولادة ورعاية المواليد الجدد والأمهات عن الحالات المصابة بفيروس كورونا المستجد.

## الصحة الجنسية
وفقًا لبريتني بلير، عالمة النفس الإكلينيكي والمعالجة الجنسية في شمال كاليفورنيا، فإن الرغبة الجنسية في زمن فيروس كورونا لا ترقى إلى ما هي عليه عادةً، لأن الإجهاد يعرقل الرغبة الجنسية لحوالي 85% من الأشخاص.
وقالت: «من الطبيعي أن تكون أقل اهتمامًا [بالجنس] في أوقات الأزمات». وأضافت: «إذا كنت واحدًا من 15 في المائة من الأشخاص الذين لم يتأثرون بالتوتر، أعلم أن شريكك قد يكون على الجانب الآخر من هذه المعادلة».
بينما يقول دكتور أليكس فوكس «يدفع هذا الوباء بعض الناس إلى إعادة التفكير في ماهية الحياة الجنسية الجيدة وكيفية الاستمتاع بها؛ لقد سمعت عن أشخاص يكتبون قصصاً إباحية، وأشخاص يتواعدون بينما كل منهم في مكان مختلف في الحجر الصحي. إذا استخدمت خيالك قليلا ستجد طرقاً كثيرة تمكنك من التمتع بوقتٍ مغرٍ من دون أن تكون مع الآخر وجهاً لوجه».

## (كوفيد-19) والحصول على خدمات الصحة الإنجابية
مع تزايد التوتر في النظم الصحية، غالبا ما يتم تصنيف خدمات رعاية الصحة الجنسية والإنجابية على أنها غير ضرورية أو «اختيارية»، وبالتالي يتم إلغاء التركيز على أهمية رعاية الصحة الجنسية والإنجابية مما قد يؤدي إلى عواقب وخيمة.
ويقلل الضغط الواقع على الأنظمة الصحية من الوصول إلى التشخيص والعلاج الشائعين للعدوى، وفحص الأمراض المنقولة جنسيا، والرعاية قبل الولادة وبعدها، واختبارات الحوض. وبالمثل، فإن مراكز الرعاية العاجلة - التي عادة ما تكون خيارا للفحص أو التشخيص الطبي- يكون بها أوقات انتظار أطول وحشود أكبر من المعتاد، مما يوفر للمرضى خطر أكبر من التعرض للفيروس.

## الحصول على وسائل منع الحمل
تم تقليل الوصول إلى وسائل منع الحمل بسبب فيروس كورونا المستجد. في الولايات المتحدة، حيث تتلقى العديد من الشابات موانع الحمل في الجامعات، ولقد أدى إغلاق المدارس إلى خلق تحديات في تحقيق ذلك. وقد تواجه الفتيات والنساء اللواتي يلبين احتياجاتهن المتعلقة بأمراض النساء من خلال طبيب في المنظومة الصحية العامة صعوبة في جدولة وضع جهاز منع الحمل أو الغرسة الهرمونية حيث يحد الكثير منهن من الزيارات الشخصية. بالإضافة إلى ذلك، يمكن أن تخلق القيود المفروضة على الزيارات الشخصية حاجزًا أمام وسائل منع الحمل عن طريق الفم، والتي تتطلب موعدًا للحصول على وصفة طبية للوصول الأولي وإعادة التعبئة اللاحقة.

## (كوفيد- 19) والمرأة الحامل
تجري الأبحاث حاليًا لفهم آثار فيروس كوررونا المستجد على النساء الحوامل؛ ولكن مازالت البيانات محدودة، وحتى الآن لا يوجد دليل على أنهم أكثر عرضة للإصابة بأمراض خطيرة من عامة السكان.
ومع ذلك، بسبب التغيرات في أجسامهم وجهازهم المناعي، فإن النساء الحوامل يمكن أن يتأثرن بشدة ببعض التهابات الجهاز التنفسي. لذلك من المهم أن يتخذوا الاحتياطات لحماية أنفسهم من فيروس كورونا المستجد، مثل تجنب الاتصال الوثيق مع أي شخص يسعل والعطس، وغسل اليدين بالماء والصابون أو فرك اليدين بالكحول، وتغطية الفم والأنف بمنديل أو الكوع عند السعال والعطس، وطهي اللحوم والبيض جيدًا. والإبلاغ عن الأعراض المحتملة (بما في ذلك الحمى أو السعال أو صعوبة التنفس) لمقدم الرعاية الصحية الخاص بهم.
ووفقا للمنظمة العملية لأطباء النساء والتوليد والجمعية الألمانية لطب النساء والتوليد، «من المتوقع أن غالبية الحوامل ممن يصيبهن الفيروس يعانين من أعراض متوسطة الحدة أشبه بأعراض البرد أو الأنفلونزا. وفي حالة وجود مشكلة سابقة في القلب أو الرئة، فمن المحتمل حينها حدوث مضاعفات بالجهاز التنفسيفي حالة الإصابة بفيروس كورونا».
وتقول الحكومة البريطانية إنه ليس هناك «علامة واضحة» على أن النساء الحوامل هنّ أكثر عرضة لإصابة خطيرة بفيروس كورونا. بينما يقول البروفسور بول هانتر من جامعة إيست أنغليا إنه ليس واثقاً جداً لأن الاستنتاج يستند إلى بيانات تسع نساء حوامل: «لذلك لا أعتقد أنك تستطيع أن تقول إن كل شيء على ما يرام». ويضيف «إن كان الأمر يتعلّق بزوجتي، سأنصحها بأخذ الاحتياطات وغسل اليدين وأخذ الحذر وما إلى ذلك».
ولقد أصدرت الكلية الملكية البريطانية لأطباء التوليد وأمراض النساء  إرشادات للنساء الحوامل فيما يتعلق بفيروس كورونا المستجد؛ وأكدت أنه لا يوجد دليل على أن الفيروس يمكن أن ينتقل إلى الجنين خلال فترة الحمل من الأم المصابة بالفيروس، ولا يجب فصل الأمهات المصابات عن الأطفال حديثى الولادة بعد الوضع ويمكنهن الرضاعة الطبيعية.
في حين تم رصد إصابة مولود صيني بعدوى الفيروس بعد 36 ساعة فقط من ولادته، ما دفع فريقًا بحثيًّا بمستشفى تشونغنان التابع لجامعة ووهان الصينية، إلى إجراء أول دراسة من نوعها، منذ بدء ظهور الفيروس في الصين نهاية ديسمبر 2019، لبحث إمكانية انتقال الفيروس من الأم إلى جنينها. وكان أمام الفريق البحثي عدة فرضيات، أبرزها إمكانية انتقال العدوى في الرحم عبر المشيمة، أو في أثناء عملية الولادة نتيجة ملامسة سوائل الأم، بالإضافة إلى إمكانية انتقاله بعد الولادة عن طريق حدوث اتصال وثيق بمريض مصاب بالفيروس.

## القلق النفسي أثناء الحمل وأثره على الطفل
تقول الدكتورة أسماء عيسى استشاري الصحة النفسية بمستشفى العباسية "إن الضغوط النفسية والقلق أثناء الحمل يؤثران على نمو دماغ الجنين وقد يؤديان لإصابته بمرض التوحد، وإن اجراءات تقييد الحركة المفروضة في ظل أزمة كورونا قد تحول دون متابعة بعض الحوامل مع الطبيب أو إجرائهن بعض التحاليل الخاصة بالحمل وهو مايزيد من مخاوف الحمل ويؤثر سلبا على حالتها النفسية. وقد يؤثر على النمو العصبي للجنين. 

## (كوفيد-19) والولادة
إن الولادة أثناء أزمة صحية عالمية صعبة ومرهقة بشكل خاص. حيث يؤدي الضغط على النظم والمرافق الصحية إلى قلة موارد العمل مما يدفع العديد من الناس إلى التفكير في الولادة في المنزل. ومع ذلك، بالنسبة لأولئك الذين لديهم حالات حمل عالية الخطورة أو مخاوف أخرى، تكون الولادة في المنزل أقل قابلية للتطبيق ويجب أن تستمر المرأة الحامل في التنقل في المشهد المتغير للأنظمة الصحية بموارد منخفضة.
وفي نيويورك، حظر نظام مستشفيات رئيسي الشركاء وغيرهم من الزائرين أثناء الولادة، وهو يتعارض مع توجيهات منظمة الصحة العالمية ويقوض حقوق الحوامل وأنظمة الدعم التي يعتمدون عليها.
ومع تفشي فيروس كورونا أصبح من المهم أكثر من أي وقت مضى ضمان الحقوق الجنسية والإنجابية- وتحديد الأساليب الإبداعية لملء فجوات الرعاية الصحية. على سبيل المثال، إمكانية التطبيب عن بعد، والتي يمكن أن تزيد بشكل كبير من الوصول إلى خدمات الصحة الجنسية والإنجابية- أثناء الوباء وفي الظروف العادية- إذا تمت إزالة القيود.

## (كوفيد-19) والرضاعة
أوضحت ارشادات منظمة الصحة العالمية أنه يمكن للمرأة المصابة بفيروس كورونا المستجد الرضاعة الطبيعية إذا رغبن في ذلك. مع اتخاذ بعض الاحتياطات التي تتمثل في:-
- ممارسة النظافة التنفسية أثناء الرضاعة، وارتداء قناع حيثما كان ذلك متاحًا
- غسل اليدين قبل وبعد لمس الطفل
- تنظيف وتطهير الأسطح التي لمسوها بشكل روتيني.[5]

## صحة المراهقين
وفقا لدراسة واسعة النطاق أجرتها المراكز الصينية لمكافحة الوباء والتي شملت 44 ألف شخص، فإنه لم تزد نسبة الوفيات من الأطفال والمراهقين عن 0.2 في المئة مقابل 15% لدى كبار السن ممن تخطوا الثمانين عام.
لكن ثبت حول العالم بأن هناك حالات وفاة للمراهقين أحدها في الولايات المتحدة حيث أعلنت السلطات الصحية في لوس أنجلوس عن أول حالة وفاة مرتبطة بفيروس كوفيد-19 تسجل في الولايات المتحدة لدى شخص يقل عمره عن 18 عاما.
وحسب صحيفة 'صن' البريطانية، فإن فيتور غودينو البالغ من العمر 14 سنة، توفي بمستشفى قرب مدينة بورتو بعد إصابته بفيروس كورونا المستجد.
وأشارت الصحيفة، إلى أنه كان يعاني من مرض الصدفية، الذي قد يؤثر على مناعة الجسم. وتأتي وفاة الطفل البرتغالي بعد أن أعلن سابقا عن وفاة جولي أليوت البالغة من العمر 16 عاما، إثر إصابتها بالوباء في العاصمة الفرنسية باريس.